# Ogdoconta moreno
Ogdoconta moreno är en fjärilsart som beskrevs av Barnes 1907. Ogdoconta moreno ingår i släktet Ogdoconta och familjen nattflyn. Inga underarter finns listade i Catalogue of Life.

## Bildgalleri

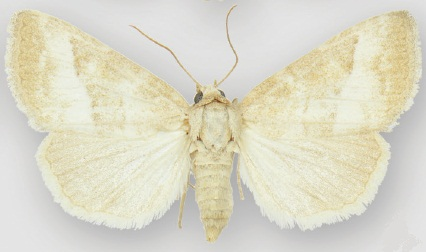
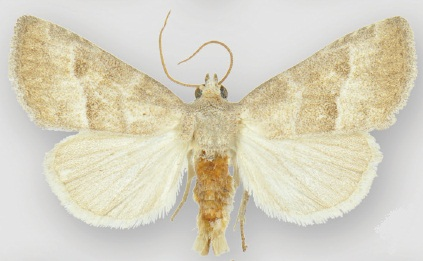